# Саут Парк
„Саут Парк“ (South Park – „Южен парк“) е американски анимационен сериал за възрастни, дело на американските комедийни актьори и сценаристи Мат Стоун и Трей Паркър.
Филмът се излъчва всяка седмица по комедийния телевизионен канал Comedy Central под формата на 20-минутни серии. Стартира на 13 август 1997 г.

## Сюжет
Историите в South Park се въртят около четиримата главни герои — осемгодишните хлапета Стан Марш, Ерик Картман, Кайл Брофловски, Кени Маккормик които живеят в малкото планинско градче Саут Парк в щата Колорадо, където всички жители се познават и често се случват различни странни, абсурдни и свръхестествени неща. Саут Парк силно пародира и осмива американския народ и политика и различните социални общости, както и много пороци, привички, предразсъдъци, расизъм, религия и т.н. Самите хлапета олицетворяват по комичен начин различните социални типажи и характеристики на американското общество — Кайл е интелигентно дете от еврейски произход с осиновен брат канадец, Кени е дете на бедно семейство от най-ниските работнически класи на Америка и обикновено е на ти по "сексуалните теми", Картман е егоистичният, егоцентричен и садистичен расист в групата, дете на самотна майка със слава на лека жена, а Стан въплъщава в себе си средностатистическото нормално и трезвомислещо американско дете. Един от жителите на градчето дори е самият Иисус Христос. Не рядко отделни серии се посвещават на актуални събития и дискутирани въпроси и проблеми не само в Америка, а и в световен мащаб. Често в сериите се появяват известни личности, които най-често биват осмивани или критикувани.
Абсурдът също е основна част от концепцията на сериала наред с черния хумор (във почти всеки отделен епизод до края на пети сезон Кени умира по всевъзможни брутални и зрелищни начини, като в следващата серия отново е жив и здрав).
Авторите на филма нерядко си позволяват и шеги със съседна Канада, като в сериите периодично взимат участие двамата канадски комедианти Терънс и Филип (които са и любимите актьори на четирите хлапета), както и други канадци, които са нарисувани доста по-примитивно от американците, с кръгли глави, разделени на две, образувайки се уста и с квадратни тела, като всички си приличат.
Езикът в "South Park" е нецензурен, като с него си служат дори децата (най-вече четиримата главни герои). Много серии завършват с поука, взета от дадена проблемна ситуация, изказана най-често чрез Кайл.

## Герои

### Главни герои
- Стан Марш - Едно от четирите главни хлапета и един от по-чувствителните персонажи в Саут Парк, той е „човек за всичко“ и лидер на компанията, често е показван като главния протагонист, простъпвайки при случай тази роля на Кайл.
- Кайл Брофловски – Едно от четирите главни хлапета и едно от малкото еврейски деца в Саут Парк. Кайл и Стан са най-интелигентните деца в групата и често показват по-висок морал от своите приятели. Той често е в ролята на протагониста, особено когато се налага да предотвратява нечестивите замисли на своя „приятел“ Картман.
- Ерик Картман - Едно от четирите главни хлапета, което е пълно, манипулативно и с лошо расистко поведение, често играе ролята на основния антагонист. Картман често е брилянтен, но с погрешни подбуди. Също е ужасно разглезена личност.
- Кени МакКормик – Едно от четирите главни хлапета и член на бедно семейство. Кени е известен със своя приглушен говор и своя обичай да умира в края на всеки епизод на Саут Парк. Неговата честа смърт и бедност са оставени на заден план в последните епизоди.

### Второстепенни герои
- Бътърс Сточ – странно хлапе, което винаги бива наказвано от своя строг баща. Родителите на Бътърс го смятат за гей.

- Туийк Туийк – син на собственика на кафенето в града, заради което приема огромни количества кафе, които го правят ядосан, хиперактивен параноик.

- Шеф – главният готвач в училищния стол. Има голямо влияние върху децата. Научава ги на различни неща за живота и обикновено им помага. Понякога децата учат лоши думички от него и понякога му се налага да обяснява какво е казал. Пее песнички за секса, за да обясни по-лесно по-сложните ситуации за децата. Изключително много харесва жените и вярва в извънземни (Visitors). Понякога е и учител по физкултура. Във филма трябва да обясни на Стан, какво означава думата „клитор“.

- Тими Бърч – умствено изостанало момче от класа на главните герои, което се придвижва с помощта на инвалидна количка и може да казва само името си и някои нечленоразделни звуци и викове. В една от сериите Тими казва и името на любимата му пуйка – Габълс.

- Джими Валмър – комедиантът сред децата, правейки си шеги, имитирайки различни жители на Саут Парк, което го прави интересен и харесван. Джими страда от детски паралич, поради което ходи с патерици, а има и увреждания в говора, което е причината да заеква.

- Мистър Гарисън – учителят на Стан, Ерик, Кайл и Кени. Гарисън всъщност е гей, но неуспешно се опитва да прикрие своята сексуална ориентация пред останалите, като в първите няколко сезона дори самият той не е наясно с нея. В по-късните сезони периодично участва и Мистър Роб, БДСМ-гей, който е представян от Гарисън като негов помощник в учебния процес в училището, а по-късно става негов интимен партньор. В девети сезон на сериала Гарисън сменя пола си чрез операция. Мистър Гарисън страда и от нещо като раздвоение на личността, което е изразено чрез ръчната му кукла (и най-добър приятел) Мистър Шапка, която води свой собствен живот и е чест „събеседник“ на Гарисън. Мистър Цилиндър е със садистичен характер и членува в Ку-Клукс Клан. Чрез него Мистър Гарисън всъщност изразява своята „лоша“ страна на характера и мнения относно някои хора в Саут Парк, които иначе не би казал.

- Крейг Tъкър – момче от класа на хлапетата, който е приятел с Туийк. В някой от по-късните сезони те стават гаджета,което прави и двамата гейове.

- Уенди Тестабъргър – приятелката на Стан. В първите сезони Стан винаги повръща от притеснение, когато бива заговорен от нея.

- Мистър Маки – училищният психолог, чиято глава е непропорционално голяма спрямо тялото. Мистър Маки говори бавно, завършвайки почти всяко изречение с "М'кей".

- Мери Макданиелс – некомпетентната и глуповата кметица на Саут Парк.

- Полицай Барбрейди – некомпетентният полицай на града

- Джимбо Керн – ловец, ветеран от войната във Виетнам, приятел с Нед и брат на майката на Стан, съответно вуйчо на Стан.

- Нед – ветеран от Виетнамската война, приятел с Джимбо. Нед губи лявата си ръка и гласа си във Виетнам. Говори с помощта на апарат, опрян в гърлото му, поради което гласът му звучи механично и монотонно.

- Иисус – Иисус, Божият син, живее в обикновена къща в Саут Парк и е водещ на собствено телевизионно ток-шоу по местната телевизия, наречено „Исус и приятели“ (Jesus and Pals).

- Д-р Алфонс Мафесто – учен, който е създал свое собствено човекоподобно същество на име Кевин

- Сатана – Владетелят на Пъкъла е интимен приятел със Саддам Хюсеин, който е убит от стадо диви прасета и се пренася да живее в Ада, където заедно със Сатаната планува победоносното си завръщане на Земята.

- Вероника Кребтри – шофьорката на училищния автобус, която е приютила гнездо с птичка на главата си.

- Джералд Брофловски – бащата на Кайл, адвокат

- Шийла Брофловски – майката на Кайл

- Айк Брофловски – осиновеният по-малък брат на Кайл, който е канадец

- Ранди Марш – бащата на Стан, геолог в Саут Парк

- Шарън Марш – майката на Стан

- Шели Марш – по-голямата сестра на Стан, която е агресивна, сприхава и палава и презира брат си и приятелите му.

- Марвин Марш – бащата на Ранди и дядото на Стан, който в няколко епизода се опитва да се самоубие или да накара други да го направят. Той страда от болестта на Алцхаймер и често нарича Стан „Били“.

- Лиан Картман – майката на Ерик Картман. Тя е спала с всеки един от мъжките герои в Саут Парк. В един от епизодите от втория сезон се разбира, че тя всъщност е хермафродит (с мъжки и женски полови органи) и е биологичен баща на Ерик Картман, а не майка, установено вследствие на масово разследване в града, с цел намиране бащата на Картман. Лиан е любвеобилна и грижовна майка, угаждайки всеки един каприз на Ерик Картман.

- Стюарт МакКормик – бащата на Кени, алкохолик от най-ниските социални слоеве на американското общество, приятел от детинство с бащата на Кайл, Джералд Брофловски.

- Керъл Маккормик – майката на Кени

- Кевин Маккормик – по-големият брат на Кени

- Керън Маккормик – по-малката сестра на Кени, която е срамежлива и затворена и търси защита и утеха при него, когато е разстроена.

- Линда и Крис Сточ – родителите на Бътърс, които го смятат за гей.

- Даян Чоуксондик – заместник-учителката на децата. Умира в шести сезон шеста серия. Няма подробности около смъртта и просто я показват мъртва и я качват на линейка

- Биг Гей Ал – водачът на детската скаутска организация, открит гей.

- Терънс и Филип – канадски комедианти, любимите актьори на хлапетата, главните виновници за „неприличния“ им език

- Таули – говореща хавлия, която дава съвети как да се използва хавлия и има навика да пуши много марихуана.

- Мистър Хенки – говорещ екскремент

- Бейбей Стивънс – момиче от класа на главните герои, най-добрата приятелка на Уенди.

- Пип – момче от Великобритания. Няма никакви приятели и всички му се присмиват. Балък е, но е и шампионът на града по народна топка. Най-много се ядосва, когато му викат „Frenchie“ (англ. подигравателно за французин).

- Толкин Блек – чернокожото богаташко момче в градското училище

- Виктория – училищната директорка

## „Саут Парк“ в България
В България сериалът започва да се излъчва на 29 септември 2008 г. по Диема 2 и е със субтитри на български.
От 2013 до 2020 г. сериалът се излъчва по Comedy Central Extra със субтитри.